# Annus mirabilis van Einstein

Einstein op het octrooibureau in Bern, waar hij in 1905 werkzaam was.

Het annus mirabilis van Einstein of Einsteins wonderjaar is het jaar 1905, waarin Albert Einstein vier artikelen publiceerde die de natuurkunde voorgoed zouden veranderen. In de artikelen behandelde hij verschillende grote (toen onbegrepen) problemen van de natuurkunde en loste deze op met elegante en baanbrekende verklaringen. Deze inzichten zouden meteen de weg openen naar een reeks nieuwe natuurkundige theorieën, die deel uitmaken van wat men met moderne natuurkunde aanduidt.

## Achtergrond
Aan de valavond van de 19e eeuw heerste in de natuurkundige gemeenschap de mening dat alle waarneembare fenomenen konden verklaard worden met de wetten van Newton en van Maxwell. Deze opvatting kwam echter in het gedrang toen men besefte dat deze theorieën geen verklaring konden geven voor een aantal waargenomen specifieke fenomenen. De relevantie van deze problemen werd pas duidelijk toen Einstein in 1905 vier artikelen publiceerde. Deze behandelden verschillende van die problemen en maakten duidelijk dat de werkelijkheid op een radicaal andere manier bekeken dient te worden indien men een bevredigende verklaring wil geven. Hij legde zo belangrijke grondslagen voor de relativiteitstheorie en kwantummechanica, die daaropvolgend de moderne natuurkunde zouden inleiden.

## De publicaties
De vier publicaties die Einstein beroemd zouden maken, gingen over de volgende onderwerpen.

### Het foto-elektrisch effect
Men had experimenteel vastgesteld dat licht elektronen kan vrijmaken uit metalen. Klassiek is het niet makkelijk te begrijpen waarom dit foto-elektrisch effect optreedt. Het werd nog veel moeilijker, toen bleek dat dit effect voor een bepaald metaal alleen optreedt bij voldoende grote frequenties (kleur in de richting van blauw), ongeacht de intensiteit van het licht. Einstein slaagde erin dit fenomeen te verklaren door aan te nemen dat licht bestaat uit kleine pakketjes. Deze lichtkwanta hadden zekere gelijkenissen met de kwanta die Max Planck vijf jaar eerder had voorgesteld om het spectrum van een zwarte straler te kunnen verklaren. Op die manier werd een tweede belangrijke empirische verklaring gegeven met een nieuw soort fysica, die uiteindelijk zou uitgroeien tot de kwantummechanica.

### De brownse beweging
Rond 1900 heerste er geen consensus over het al dan niet bestaan van moleculen (met atomen als kleinste bouwstenen). Hoewel de atoomtheorie in wezen tot een van de oudste natuurkundige theorieën gerekend kan worden (met antiek-Griekse oorsprong), bleven veel natuurkundigen sceptisch over het al dan niet reëel zijn van deze ondeelbare, kleinste bouwstenen van de materie. Einstein slaagde er echter in een goede kwantitatieve verklaring te geven voor de (tot dan niet begrepen) brownse beweging, steunend op de aanname dat moleculen daadwerkelijk bestaan. Daarmee leverde hij overtuigend bewijs voor het echt zijn van atomen en moleculen.

### De speciale relativiteitstheorie
De wetten van Maxwell, die enkele decennia voor Einstein alle fenomenen van het elektromagnetisme op een unificerende manier verklaarden, leken te suggereren dat licht eigenlijk een elektromagnetische golf is. Maxwell kon inderdaad ook de snelheid van deze golven afleiden, die goed met de lichtsnelheid overeenkwam. Er heerste echter lange tijd de vraag: 'in welke stof beweegt licht'? Veel fysici waren van mening dat er een soort achtergrond of medium moest zijn ten opzichte waarvan licht beweegt: de zogeheten ether. Een waarnemer die in beweging zou zijn ten opzichte van de ether, zou dan een hogere of lagere lichtsnelheid meten, afhankelijk van zijn bewegingsrichting ten opzichte van het licht. Het Michelson-Morley-experiment toonde echter aan dat dit níét zo was: de lichtsnelheid bleef (ongeacht de snelheid van de meter) altijd gelijk.
Dit was erg moeilijk te begrijpen met de klassieke natuurkunde. Einsteins oplossing voor dit probleem betekende een nieuwe kijk op ruimte en tijd, die voortbouwde op werk van Hendrik Lorentz en Henri Poincaré. De speciale relativiteitstheorie was geboren en maakte voorgoed een einde aan het begrip van een absolute tijd. Einsteins leermeester Hermann Minkowski breidde Einsteins theorie uit en beschreef ruimte en tijd als één geheel, de ruimtetijd, met tijd als een vierde dimensie. Later zou Einstein deze theorie verder uitbreiden tot de algemene relativiteitstheorie, die (buiten het incorporeren van de speciale relativiteitstheorie in een meer algemeen kader) op een natuurlijke manier de zwaartekracht beschrijft.

### De relatie tussen massa en energie
Uit de speciale relativiteitstheorie, oorspronkelijk bedoeld om het probleem van de lichtsnelheid te verklaren, kon Einstein echter nog een andere conclusie trekken. Voor wiskundige consistentie blijkt het nodig dat de massa van een voorwerp direct gerelateerd is aan zijn rustenergie. Einstein maakte dit concreet met zijn massa-energierelatie E = mc², die inhoudt dat massa (m) en energie (E) in elkaar omgerekend kunnen worden door de massa te vermenigvuldigen met het kwadraat van de lichtsnelheid (c).

## Vervolg
Snel na deze baanbrekende publicaties werd Einstein bekend. In 1921 ontving hij de Nobelprijs voor Natuurkunde "voor zijn verdiensten voor de theoretische natuurkunde, en met name voor zijn ontdekking van de wet van het foto-elektrisch effect" (de speciale relativiteitstheorie was toen nog omstreden).

## "Einsteinjaar" 2005
Het jaar 2005 werd internationaal uitgeroepen tot het Wereldjaar van de Natuurkunde, ter viering van de honderdste verjaardag van Einsteins annus mirabilis.